# Goodge Col
Der Goodge Col ist ein vereister, anstiegsloser und rund 2,5 km breiter Gebirgspass im westantarktischen Ellsworthland. Er verläuft auf 3600 m Höhe zwischen der Südseite des Mount Shinn und dem Vinson-Massiv in der Sentinel Range des Ellsworthgebirges.
Das Advisory Committee on Antarctic Names benannte ihn 2006 nach dem US-amerikanischen Geowissenschaftler John W. Goodge (* 1958) von der University of Minnesota, der im Rahmen des United States Antarctic Program zwischen Mitte der 1980er Jahre und 2006 Untersuchungen zur Entwicklung des ostantarktischen Eisschilds durchgeführt hatte.